# Château de Condemène
Le château de Condemène est situé sur la commune de Fragnes-La Loyère en Saône-et-Loire.

## Historique
Condemène a appartenu à l’évêque de Chalon jusqu’à la Révolution.
Après plusieurs successions de ventes et d’échanges de terres, à partir de 1587, les seigneuries voisines de Fragnes et de La Loyère devinrent propriétés de la famille de Beuvrand. La seigneurie de Condemène aussi, sauf une partie du hameau, qui reste alors propriété de l’évêque de Chalon.
De 1710 à 1911, le château de Condemène était occupé par la famille Paccard, qui l’a ensuite revendu.
En novembre 2024, un violent incendie détruit une partie des bâtis.
A l’heure actuelle, il demeure toujours propriété privée.

## Description
Le domaine de Condemene est constitué d’un corps principal de bâtiment et d’annexes, le tout formant un « U » vu du ciel, et d’un parc avec des arbres centenaires.
Le château, propriété privée, est inscrit par arrêté à l'inventaire supplémentaire des monuments historiques (MH) depuis le 10 octobre 1986.
C’est son pigeonnier (colombier - cad. B 141) du début du XVIIIe siècle, abritant entre 1000 et 1200 boulins (trous abritant les pigeons), qui est classé à l’inventaire des MH .
Le château a également, attenante à la propriété, une chapelle dite « domestique » (à usage privé sur autorisation de l’évêché) aux vocables de la Ste Vierge et de St François. C’est une des deux chapelles historiques du hameau datant du dernier quart du XVIIIe siècle.
Devant la propriété figure une croix datant également du XVIIIe siècle, classée également.